# Sant Martí del Corb

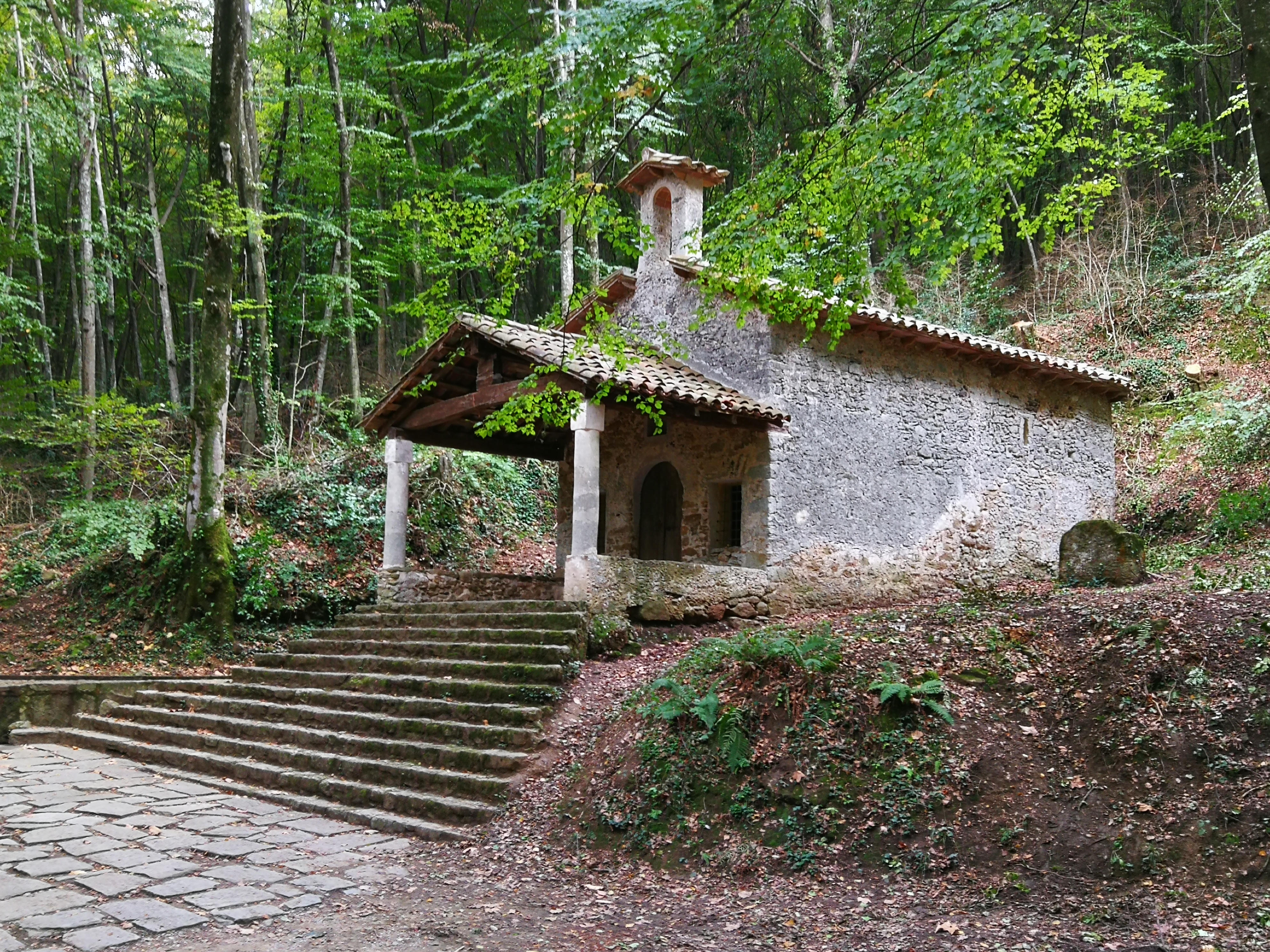
Sant Martí del Corb mit Treppenaufgang und Eingangsportal

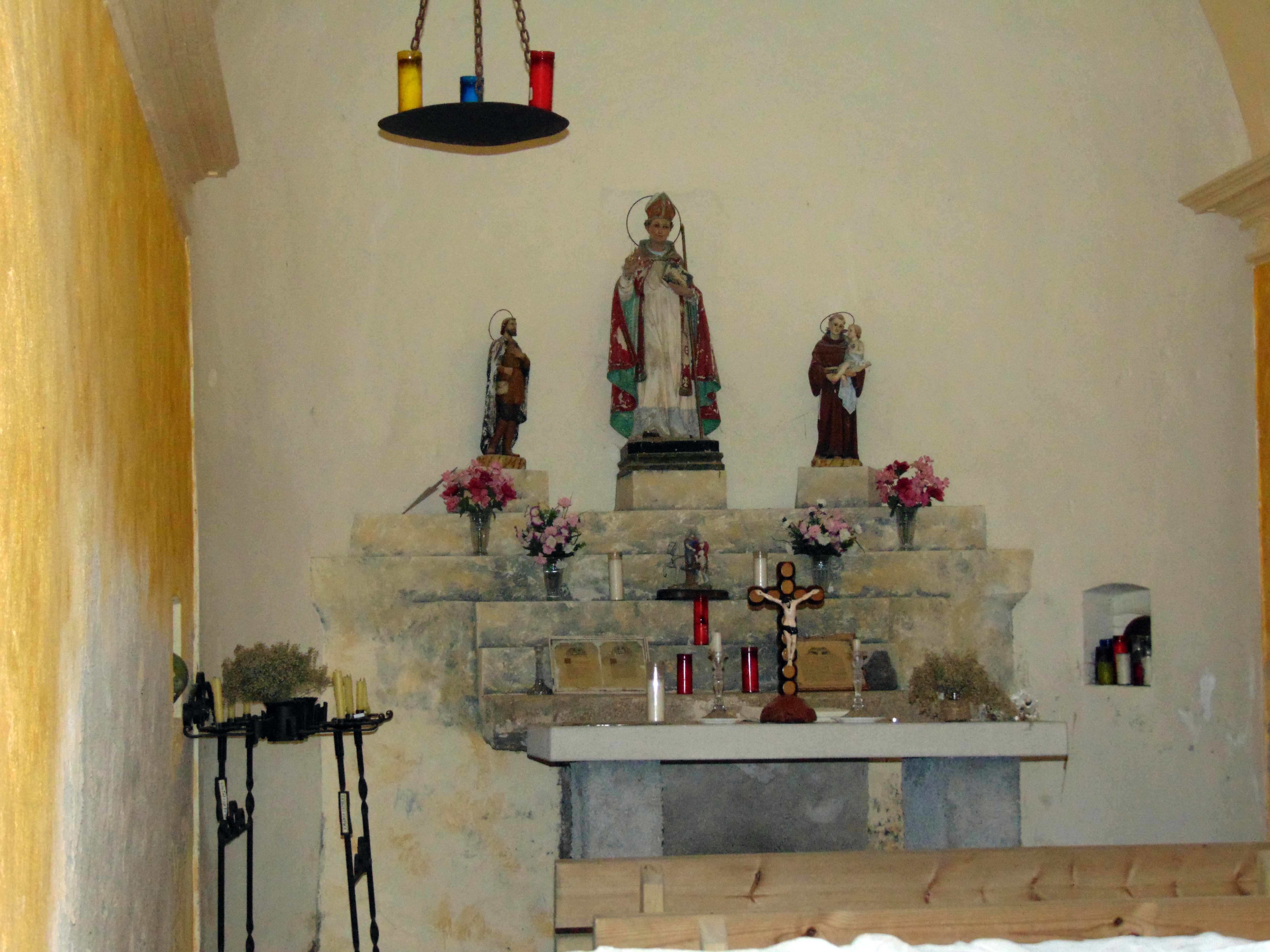
Sant Martí del Corb (Innenraum mit Altar)

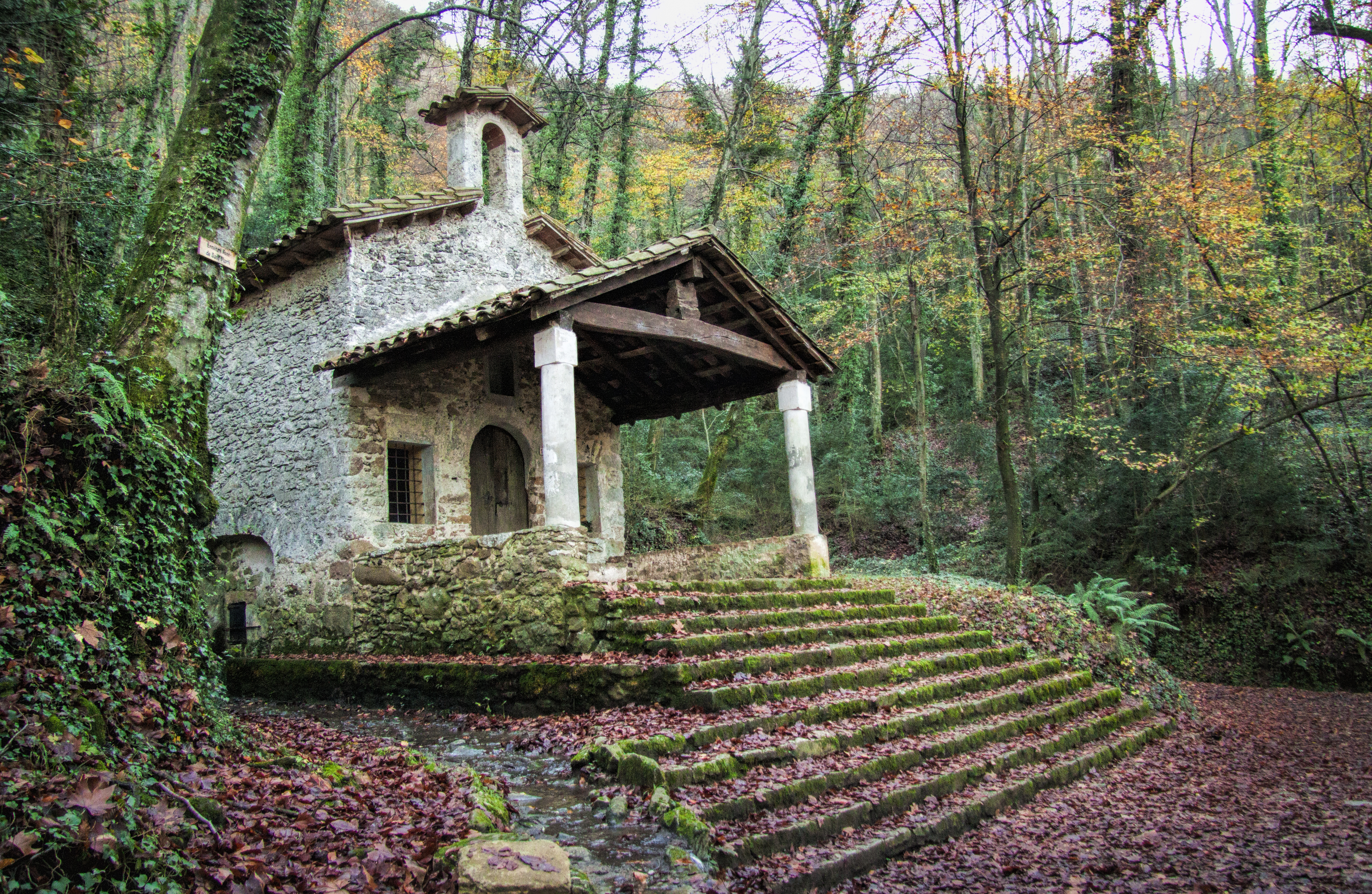
Sant Martí del Corb mit Treppenaufgang und Eingangsportal

Sant Martí del Corb ist eine romanische Kirche, die im Inventari del Patrimoni Arquitectònic Català („Verzeichnis des architektonischen Kulturerbes Kataloniens “) geführt ist. Die Kirche liegt nahe bei dem gleichnamigen, zur Gemeinde Les Preses (Provinz Girona, Katalonien) gehörenden Weiler.

## Beschreibung
Die kleine romanische Kirche besteht aus einem einzigen Kirchenschiff und einer halbkreisförmigen Apsis. Der Zugang zu der an einem bewaldeten Berghang liegenden Kirche erfolgt über eine Treppenanlage und einen überdachten Vorbau. Das Satteldach dieses Vorbaus wird von zwei Pfeilern getragen.
Auf jeder Seite des Eingangsportals befinden sich zwei mit schmiedeeisernen Gittern gesicherte Fensteröffnungen, durch die das Innere der Kapelle eingesehen werden kann. Über dem Giebel der Eingangsfront befindet sich eine Glockenwand mit einer einzigen Öffnung. Diese Glockenwand ist mit einem Ziegeldach gedeckt.
Mit Sicht auf das Eingangsportal direkt links neben der Kirche befindet sich eine in einen Brunnen gefasste Quelle. In Zeiten der Dürre gab es Prozessionen aus dem nahe gelegenen Les Preses an diese Quelle.
Es gibt im Gegensatz zu der etwa 20 Minuten Fußweg entfernten romanischen Kirche Sant Miquel del Corb keine historischen Hinweise auf die Erbauung.